# 阿維拉海灘 (加利福尼亞州)
阿維拉海灘（英語：Avila Beach）是位於美國加利福尼亞州聖路易斯-奧比斯保縣的一個人口普查指定地區。

## 地理
阿維拉海灘的座標為35°11′57″N 120°43′15″W / 35.19917°N 120.72083°W，而該地最高點為海拔高度130米（即430英尺）。

## 人口
根據2010年美國人口普查的數據，阿維拉海灘的面積為16.15平方千米，當中陸地面積為15.57平方千米，而水域面積為0.58平方千米。當地共有人口1627人，而人口密度為每平方千米100人。